# Jacques François Gallay
Jacques François Gallay (Perpinyà, Rosselló, 8 de desembre de 1795 - París, 18 d'octubre de 1864) fou un concertista de trompa i compositor francès.
Durant un temps tocà amb Joseph Lomagne, a la societat lírica perpinyanenca que havia estat fundada el 1817. Formà part des de 1825 de la Capella Imperial i, després, de l'orquestra del Teatre Italià de París; el 1822 fou nomenat músic de cambra de Lluís Felip, i el 1842 professor del Conservatori de París on tingué alumnes de la mida de Louis François Dauprat.
A més d'un Mètode de corn, va escriure un gran nombre d'obres per aquest instrument. El compositor Vivier, gran aficionat a la trompa, va rebre molta ajuda de Gallay vers aquest instrument.